# Drycothaea testaceipes
Drycothaea testaceipes är en skalbaggsart som beskrevs av Bates 1881. Drycothaea testaceipes ingår i släktet Drycothaea och familjen långhorningar.
Artens utbredningsområde är Guatemala. Inga underarter finns listade i Catalogue of Life.